# Club Baloncesto Breogán
Club Baloncesto Breogán (podle jména hlavního sponzora také Breogán) je španělský profesionální basketbalový klub působící v galicijském městě Lugo, který hraje basketbalovou soutěž ACB.

## Historie klubu
Klub Breogán byl založen v roce 1966. Od roku 1970 hraje nejvyšší španělskou ligu.